# Aren't You Glad
«Aren't You Glad» es una canción escrita por Brian Wilson y Mike Love para la banda de rock estadounidense The Beach Boys. Los dos también comparten voz principal. Fue editada como la segunda canción de su álbum de estudio Wild Honey de 1967.
En su revisión de 1968 del LP, Rolling Stone la llamó como una "Canción tipo Lovin 'Spoonful con el toque de Beach Boys". Ese mismo año, el editor de Rolling Stone, Gene Sculatti, dijo que "['Are Not You Glad'] logra una suavidad de estilo Miracles a través de una canción tipo Bobby Goldsboro". En 1979, Byron Preiss escribió que la canción "resumió simplemente la energía del álbum".
Se editó oficialmente una versión en vivo de la canción que apareció en Live in London de 1970, que poco después se editó como Beach Boys' 69.

## Componentes
- Brian Wilson – voz
- Mike Love - voz
- Bruce Johnston – Bajo, coros
- Al Jardine - Guitarra, coros
- Carl Wilson – Guitarra eléctrica, coros
- Dennis Wilson – batería